# رجل لهذا الزمان (فلم)
رجل لهذا الزمان هو فيلم دراما مصري من إخراج نادر جلال وبطولة عادل أدهم، شويكار، سماح أنور، سعيد عبد الغني، حسين الشربيني، فؤاد أحمد وهشام سليم، صدر الفيلم في 7 يونيو 1986.

## نبذه
يتم القبض على دعبس الذي يعمل ضمن عصابة كبيرة في قضية مخدرات ويهدد بكشف اسرار العصابة، يدافع عنه المحامى الكبير ناجي أمام القاضي كمال المعروف بحزمه الشديد، فيختطف توفيق أحد أفراد العصابة الكبار يسرية ابنة المستشار كمال، واخفائها كرهينة ويعرض عليه مبلغًا كبيرًا مقابل إصدار الحكم ببراءة دعبس.

## طاقم العمل
- عادل أدهم بدور المستشار كمال عزت
- شويكار بدور المعلمة دنيا
- سماح أنور بدور يسرية - ابنة كمال عزت
- سعيد عبد الغني بدور العميد طارق
- حسين الشربيني بدور توفيق - فهمي دياب
- فؤاد أحمد بدور ثروت فايد
- هشام سليم بدور علاء عبد اللطيف

## وصلات خارجية
- مقالات تستعمل روابط فنية بلا صلة مع ويكي بيانات